# Amtshaus Zarrentin

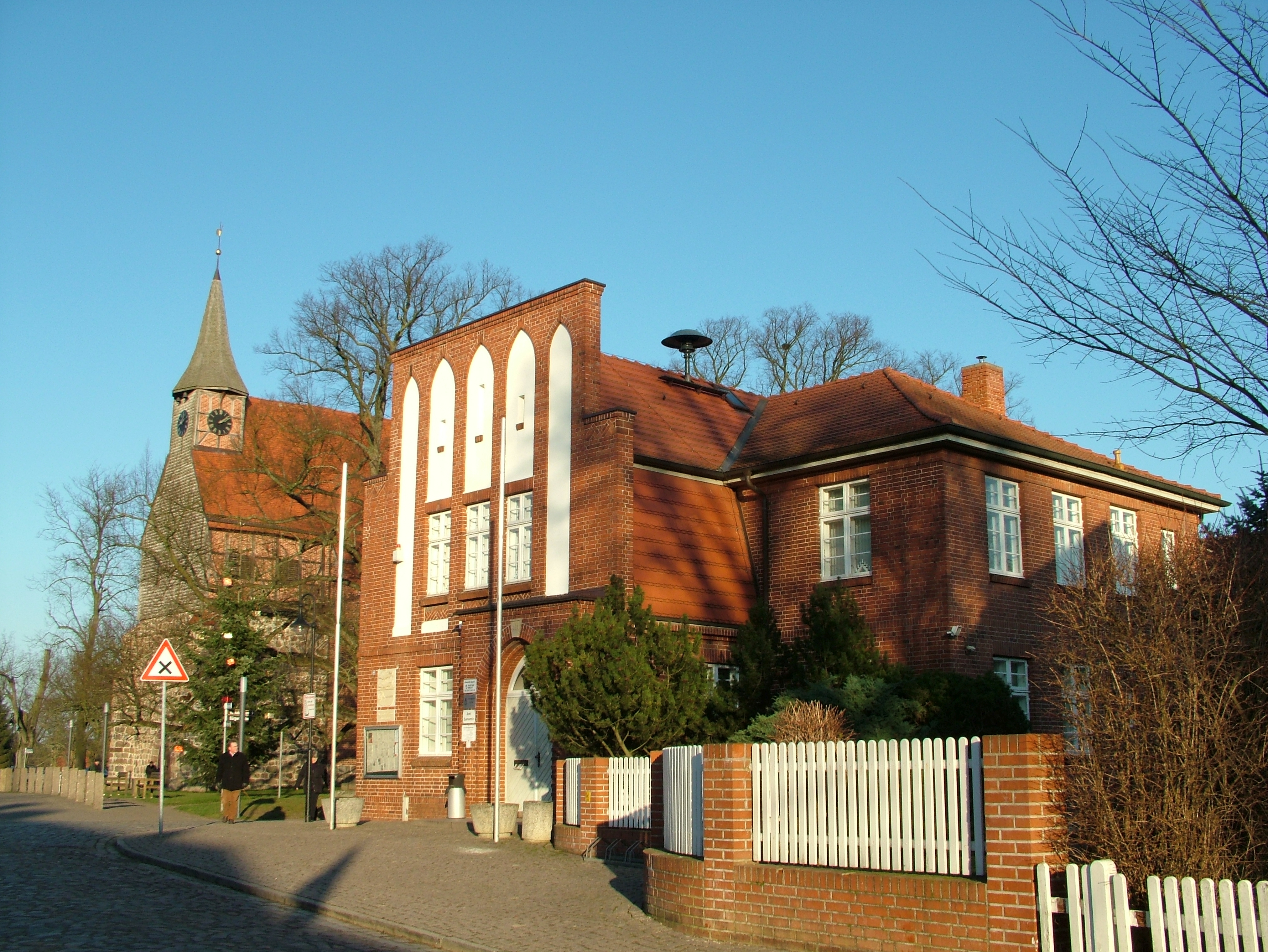
Amtshaus und Kirche Zarrentin

Das Amtshaus Zarrentin in Zarrentin am Schaalsee (Mecklenburg-Vorpommern), Kirchplatz 2 und 8 Ecke Amtsstraße, direkt beim Kloster Zarrentin und gegenüber der Kirche Zarrentin wurde im 19. Jahrhundert gebaut. Hier befindet sich das Rathaus Zarrentin mit dem Amt Zarrentin.
Das Gebäude steht unter Denkmalschutz.

## Geschichte

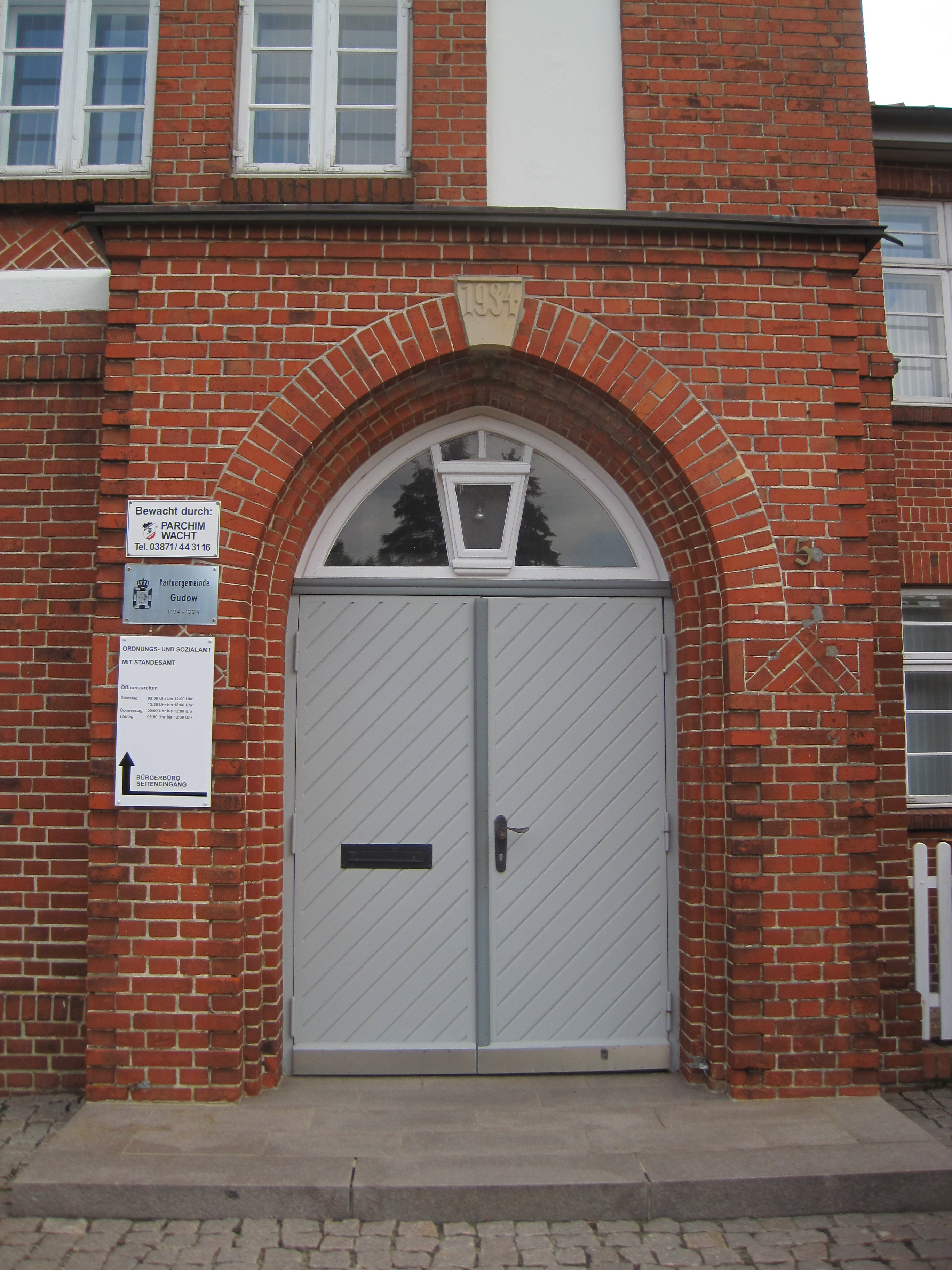

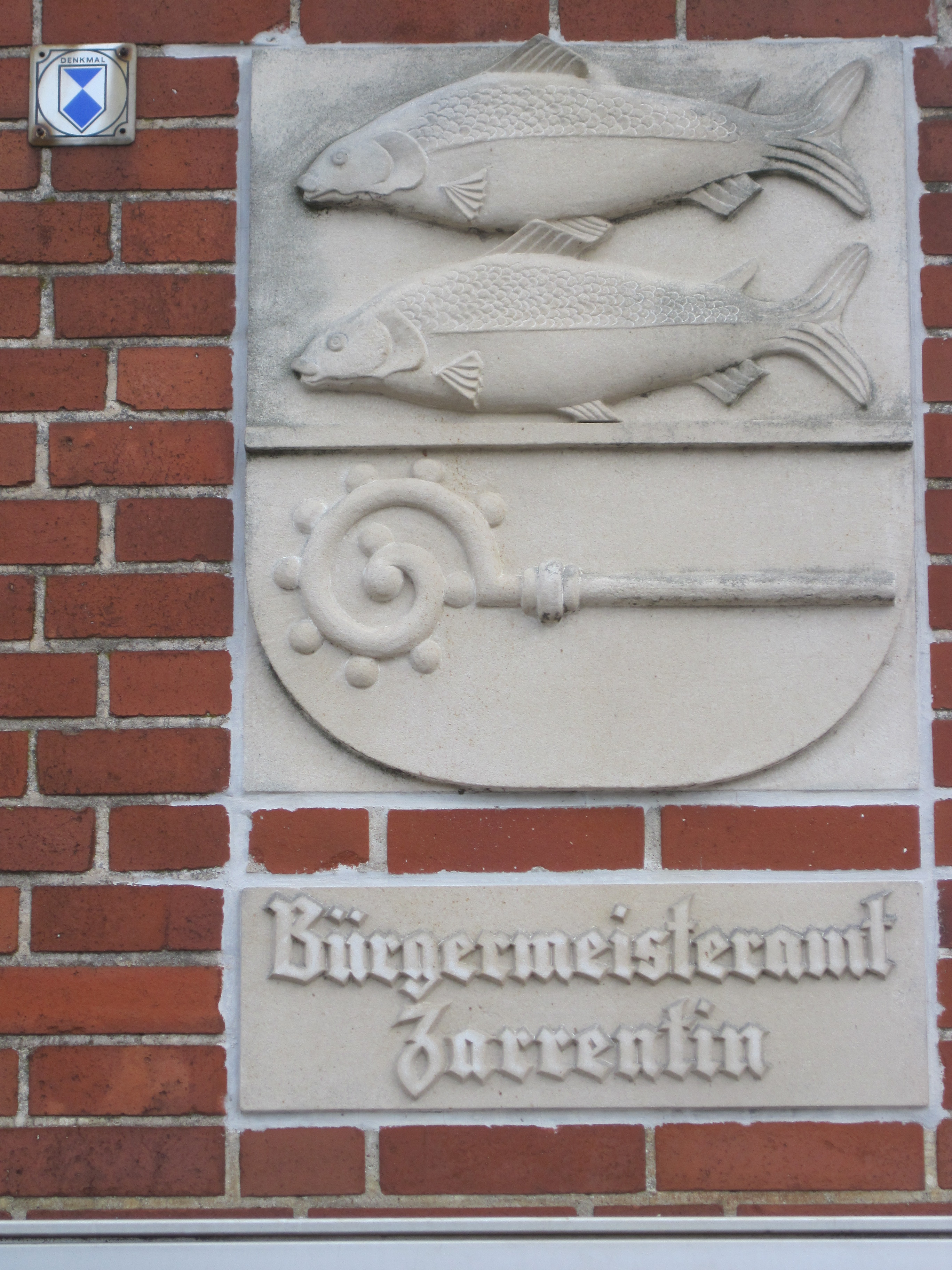
Wappenrelief

Die Stadt Zarrentin am Schaalsee mit 5369 Einwohnern (2020) wurde 1194  als Zarnethin erstmals erwähnt.
1834 wurden die Ämter von Wittenburg und Zarrentin sowie Walsmühlen zu einem Domanialamt mit Sitz in Wittenburg zusammengelegt. Später wurde auch ein Amtshaus in Zarrentin gebaut. Nach 1945 bis 1990 war Zarrentin eine isolierte Grenzstadt in einem kontrollierten Grenzbezirk der DDR. Erst nach 1991 entstand das Amt Zarrentin.
Das ein- und zweigeschossige historisierende Backsteingebäude aus der zweiten Hälfte des 19. Jahrhunderts mit den zwei markanten neogotischen Schaugiebeln und dem Walm- bzw. Mansarddach sowie dem eingeschossigen älteren Fachwerkbau mit einem Krüppelwalmdach wurde von 1994 bis 1996 im Rahmen der Städtebauförderung saniert. In dem Gebäudekomplex befinden sich die Polizeistation Zarrentin (Nr. 2 bzw. Amtsstr. 3), das Bürgermeisterbüro sowie das Amt Zarrentin (Nr. 8).
Das Wappen zeigt im Original oben in Blau zwei silberne Fische und unten in Rot einen liegenden goldenen Äbtissinnenstab, der an das vormalige Nonnenkloster erinnert.